# Felix Pirani
Felix Arnold Edward Pirani (2 febbraio 1928 – Londra, 31 dicembre 2015) è stato un fisico britannico oggi meglio conosciuto per il suo contributo alla fisica della gravitazione e alla relatività generale.

## Biografia
Pirani nacque in Inghilterra. Suo padre, Max, era un noto pianista da concerto, sua madre, Leila Doubleday, violinista. I suoi genitori nati in Australia si conobbero in Inghilterra, dove Felix nacque nel 1928, e qualche anno dopo seguì la nascita della sorella Gina. Nel 1941, la famiglia si trasferì in Canada, e il loro figlio matematicamente precoce entrò all'università a 14 anni. Studiò alla University of Western Ontario (Bachelor 1948), all'Università di Toronto (Master nel 1949). Successivamente conseguì il D.Sc. al Carnegie Institute of Technology (ora Carnegie Mellon University) nel 1951 con Alfred Schild. La dissertazione era un contributo iniziale alla teoria quantistica della relatività generale. Inoltre, ottenne un dottorato in fisica all'Università di Cambridge nel 1956 sotto la guida scientifica di Hermann Bondi.
Nel 1968 divenne professore presso il King's College di Londra.
Pirani e Hermann Bondi scrissero una serie di articoli (dal 1959 al 1989), dimostrando teoricamente e definitivamente l'esistenza di soluzioni di onde piane per onde gravitazionali basate sulla relatività generale.
Durante l'ultima metà del ventesimo secolo, Pirani fu politicamente attivo, occupandosi di disarmo e sostenendo l'uso responsabile della scienza.